# Astérosismologie
En astrophysique, l’astérosismologie est la discipline qui étudie les modes de vibration (ou oscillations) des étoiles autres que le Soleil (dans ce cas, on parle d'héliosismologie). L'astérosismologie est une technique d'étude de la structure interne des étoiles.

## Historique
Alors que l'héliosismologie connaît son âge d’or durant les années 1990, le développement de l'astérosismologie est plus récent. Bien que la découverte de variabilité dans les étoiles liée à leurs oscillations remonte à la fin du XVIIIe siècle (les céphéides utilisées pour calibrer les mesures de distances galactiques), ce n’est que très récemment, en 2000, que fut confirmée la détection d’oscillations semblables à celles du Soleil dans une dizaine d'autres étoiles. À la suite des nombreux succès de l'héliosismologie pour sonder l’intérieur solaire, l’astérosismologie connaît depuis un développement important avec notamment les missions spatiales MOST, CoRoT, Kepler, TESS, le réseau de télescopes au sol SONG ou le projet de mission PLATO. De nombreuses étoiles, couvrant un large domaine de masses, d’âges, de stades d’évolution, sont connues pour présenter des oscillations. Le défi est de pouvoir mesurer leur spectre de fréquence avec suffisamment de précision et de résolution pour en déduire la meilleure information sur leur structure et les processus physiques qui les habitent.

## Oscillations des étoiles
Il existe différents mécanismes d’excitation des oscillations stellaires, par exemple liés aux variations de l’opacité influençant le transport de l’énergie, ou liés aux violents mouvements convectifs à la surface d'étoile de type solaire. Ainsi, différents types d'ondes peuvent être excités. Dans le cas du Soleil, et des étoiles semblables, de violents mouvements de convection à l’œuvre dans les couches superficielles, qui se traduisent par la granulation observée à sa surface, excitent des ondes sonores. Les différents types d’ondes se propageant dans et à la surface du Soleil sont :
- les modes de pression : ce sont des ondes acoustiques, oscillations dont la force de rappel est la pression du gaz. Ces modes sont générés dans la zone convective par la convection turbulente de surface. Ils se propagent à travers toute l’étoile, de la surface au cœur, et leur trajectoire est déterminée par les variations de la vitesse du son ;
- les modes de gravité : oscillations dont la force de rappel est la poussée d'Archimède. Ils sont confinés dans la zone radiative mais sont évanescents dans la zone convective, ce qui rend leur détection très difficile à la surface où ils atteignent une très faible amplitude (quelques mm/s). Ceci explique qu'ils ne soient pas encore détectés sans ambiguïté. Ils sont indispensables pour pouvoir explorer en détail la structure et la dynamique dans le cœur du Soleil, où l'utilisation des modes de pression atteint ses limites. Dans les étoiles plus massives que le Soleil possédant une enveloppe radiative comme les variables du type Beta Cephei qui ont des masses de l'ordre de 8 à 18 masses solaires, les modes de gravité sont plus aisément identifiables et sont responsables de pulsations dont la période s'étale entre 2 et 8 heures[2] ;
- les modes « f » : ce sont des modes présentant les mêmes caractéristiques qu’une onde de gravité de surface (comme des vagues). Ils sont utilisés pour sonder les régions les plus superficielles du Soleil.

L’amplitude des oscillations joue un rôle important dans leur détection et leur mesure, et impose des contraintes plus ou moins sévères sur les conditions d’observation. Les étoiles de type solaire présentant des oscillations de très faibles amplitudes nécessitent des observations continues et de longues durées pour sortir un spectre de bonne qualité, avec une résolution et une précision suffisantes pour estimer les caractéristiques du spectre.
La structure et la composition des étoiles varient au cours de leur évolution, ce qui transforme leurs modes de vibrations selon leur âge. L'astérosismologie permet ainsi d'estimer assez précisément l'âge des étoiles.

## Applications
- Des mesures d'astérosismologie effectuées par le télescope Kepler ont permis de mettre en évidence un phénomène de rotation différentielle chez d'autres étoiles que le Soleil[4].